# Meta Štoka
Meta Štoka, coniugata Debevec (Lubiana, 23 giugno 1949), è un'ex cestista jugoslava.

## Carriera
Con la Jugoslavia ha disputato i Campionati europei del 1968.